# Správní obvod obce s rozšířenou působností Kravaře
Správní obvod obce s rozšířenou působností Kravaře je od 1. ledna 2003 jedním ze čtyř správních obvodů obcí s rozšířenou působností v okrese Opava v Moravskoslezském kraji. Obvod zahrnuje město Kravaře a osm dalších obcí. Rozloha správního obvodu činí 100,61 km² a v roce 2020 měl 21 356 obyvatel.
Město Kravaře je zároveň obcí s pověřeným obecním úřadem. Správní obvod obce s rozšířenou působností Kravaře se tedy kryje se správním obvodem pověřeného obecního úřadu Kravaře.

## Seznam obcí
Poznámka: Města jsou vyznačena tučně. Výčet místních částí obcí je uveden v závorce.
- Bolatice (Borová)
- Chuchelná
- Kobeřice
- Kravaře (Dvořisko, Kouty)
- Rohov
- Strahovice
- Sudice
- Štěpánkovice (Bílá Bříza, Svoboda)
- Třebom

## Obyvatelstvo
| Rok  | Obyv.  | ± %    |
| ---- | ------ | ------ |
| 1869 | 13 036 | —      |
| 1880 | 13 298 | +2 %   |
| 1890 | 13 977 | +5,1 % |
| 1900 | 14 916 | +6,7 % |
| 1910 | 15 188 | +1,8 % |

| Rok  | Obyv.  | ± %     |
| ---- | ------ | ------- |
| 1921 | 16 481 | +8,5 %  |
| 1930 | 16 588 | +0,6 %  |
| 1950 | 14 724 | −11,2 % |
| 1961 | 17 914 | +21,7 % |
| 1970 | 18 155 | +1,3 %  |

| Rok  | Obyv.  | ± %    |
| ---- | ------ | ------ |
| 1980 | 19 708 | +8,6 % |
| 1991 | 20 400 | +3,5 % |
| 2001 | 20 768 | +1,8 % |
| 2011 | 20 919 | +0,7 % |
| 2021 | 20 560 | −1,7 % |